# 51825 Davidbrown
Davidbrown (asteróide 51825) é um asteróide da cintura principal, a 2,7669602 UA. Possui uma excentricidade de 0,0672494 e um período orbital de 1 866,17 dias (5,11 anos).
Davidbrown tem uma velocidade orbital média de 17,29314857 km/s e uma inclinação de 9,62635º.
Foi batizado em homenagem ao astronauta David Brown.